# Berjein & Mreyjat
Berjein & Mreyjat  è un centro abitato e comune (municipalité) del Libano situato nel distretto dello Shuf, governatorato del Monte Libano.